# 负温度
负温度是物理學概念，在部分热力学系统可以达到此狀態，亦即其热力学温度可以以负的热力学温标或兰金温标表示。而在口语中，该词多指0摄氏度以下的温度。
与一般认为的相反，达到负温度的热力学系统的温度比任何在绝对零度以上的热力学系统都要热而不是冷，而且若和带有正热力学温度的系统相接触，热量会从该负温度系统转移到正温度系统内。这听起来像个悖论，因为一般都认为温度反映的是系统内分子的平均动能。但是若是使用温度更严格的定义：
{\displaystyle T=\left({\frac {\partial E}{\partial S}}\right)_{N}}
其中{\displaystyle E}是系统内能,{\displaystyle S}是系统的熵，{\displaystyle N}是粒子数，已假定体积不变。
从此式看出，温度定义为系统粒子数守恒和体积不变时能量随熵的变化率，那么此悖论便可以解决。给带有正热力学温度的系统增加能量，系统的熵增加；而给带有负热力学温度的系统增加能量，系统的熵会减小。
人们熟悉的绝大多数系统均无法达到负温度状态，因为其熵总是随着能量增加而上升。若要使一个系统的熵减小，那么首先这个系统的熵需要“饱和”，高能量的状态要少。这种有能量上限的系统通常是不被经典理论所允许的。也就是说，负温度系统实际上是一个量子现象。但是也有一些系统确实存在着这样一个“能量上限”，而且它们的熵也确实会在能量逼近这一上限的时候减小，比如激光、二维的漩涡运动等。